# Гроздовете на гнева (филм)
„Гроздовете на гнева“ (на английски: The Grapes of Wrath) е американски драматичен филм, излязъл по екраните през 1940 година, режисиран от Джон Форд с участието на Хенри Фонда в главната роля. Сценарият написан от Нюнъли Джонсон е адаптация по едноименния роман на Джон Стайнбек.

## Сюжет
Филмът разказва историята на голямата фамилия Джоуд от щата Оклахома, които загубват фермата си по време на Голямата депресия в САЩ през 1930-те години. Вследствие, те решават да мигрират към мечтаната слънчева Калифорния, където се надяват да намерят повече възможности за семействата си.

## В ролите
| Актьор         | Роля                              |
| -------------- | --------------------------------- |
| Хенри Фонда    | Том Джоуд                         |
| Джейн Даруел   | Ма Джоуд                          |
| Джон Карадайн  | Джим Кейси, бивш проповедник      |
| Шърли Милс     | Рут Джоуд                         |
| Ръсел Симпсън  | Па Джоуд                          |
| Чарли Грейпуин | Уилям Джеймс Джоуд (дядото)       |
| Зефи Тилбъри   | баба Джоуд                        |
| Франк Дериън   | чичо Джон Джоуд                   |
| Дорис Боудън   | Роуз-оф-Шарън Ривърс              |
| О.З. Уайтхед   | Ал Джоуд                          |
| Франк Съли     | Ноа Джоуд                         |
| Дарил Хикман   | Уинфийлд Джоуд                    |
| Еди Куилън     | Кони Ривърс                       |
| Джон Куелън    | Мъли Грейвс, съсед от Оклахома    |
| Роджър Имхоф   | г-н Томас                         |
| Грант Мичел    | управител на преселническия лагер |

## Награди и Номинации
„Гроздовете на гнева“ е сред основните заглавия на тринадесетата церемония по връчване на наградите „Оскар“ с номинации за награда в 7 категории, включително за „Най-добър филм“, печелейки в две категории: най-добър режисьор за Джон Форд и най-добра женска поддържаща роля за изпълнението на Джейн Даруел.
Филмът е поставен от Американския филмов институт в някои категории както следва:
- АФИ 100 години... 100 филма – #21
- АФИ 100 години... 100 филма (10-о юбилейно издание) – #23

- През 1989 година, филмът е в първата група произведения, избрани като културно наследство за опазване в Националния филмов регистър към Библиотеката на Конгреса на САЩ.[2]